# Nuôi động vật hoang dã
Nuôi động vật hoang dã (Wildlife farming) hay còn gọi gọn là nuôi thú rừng là hoạt động nuôi nhốt động vật với đối tượng là các loài động vật hoang dã chưa thuần hóa (vật nuôi đặc sản) trong môi trường nông nghiệp (hình thức các trang trại nuôi động vật hoang dã, trại thú) để sản xuất ra các sản phẩm động vật như các cá thể động vật sống cung cấp cho nhu cầu săn bắn chiến phẩm và cung cấp cho thị trường động vật nuôi làm thú cưng, hoạt động gây nuôi động vật hoang dã còn cung cấp các mặt hàng như thực phẩm như thịt rừng và các nguyên liệu đông y, y học cổ truyền và các nguyên vật liệu cho ngành may mặc, thời trang như da, lông thú và sợi, len thú.

## Quan điểm

### Ủng hộ
Ban đầu, để làm giảm việc săn bắn giết hại động vật hoang dã cho mục đích buôn bán thịt rừng, các nhà nghiên cứu ở Tây Phi đã tìm cách thiết lập nguồn cung chất đạm thay thế cho người dân bằng việc nhân nuôi một số loài hoang dã phổ biến và có giá trị như nhím đuôi chổi. Một số nhà bảo tồn lập luận rằng việc gây nuôi động vật hoang dã có thể bảo vệ các loài có nguy cơ tuyệt chủng khỏi sự tuyệt chủng bằng cách giảm áp lực lên quần thể động vật hoang dã thường bị săn trộm để làm thức ăn và nhu cầu của con người. Nghề nuôi động vật hoang dã đang phát triển do giá trị những loài vật nuôi này khá cao, phù hợp với những hộ ít đất sản xuất, nhẹ công chăm sóc, người dân có thể vừa thực hiện các mô hình khác, vừa nuôi động vật hoang dã.
Gây nuôi động vật hoang dã vẫn đang được quảng bá là cách để bảo vệ các loài có nguy cơ tuyệt chủng, đồng thời giúp cung cấp lương thực và tăng nguồn thu nhập cho khu vực nông thôn. Một số cộng đồng người dân châu Phi dựa vào thịt rừng để có được lượng protein động vật hàng ngày cần thiết để khỏe mạnh và sống sót và được các chuyên gia tư vấn về an ninh lương thực duy trì và cổ súy nhằm tăng nguồn thu nhập cho khu vực nông thôn và cung cấp protein cho thế giới vốn thiếu thốn chất đạm.
Các chuyên gia y tế công cộng cũng nghiêng về quan điểm ủng hộ gây nuôi vì cho rằng nếu được quản lý tốt thì có thể góp phần ngăn chặn các bệnh lây nhiễm có nguồn gốc từ động vật hoang dã. Thông thường, thịt rừng không được xử lý cẩn thận gây ra sự lây lan dịch tật. Nuôi động vật hoang dã có thể làm giảm sự lây lan của bệnh tật bằng cách cung cấp cho cộng đồng châu Phi thịt rừng được chế biến đúng cách. Trong bộ phim tài liệu The End of Eden (sự kết thúc của Vườn Địa đàng), nhà làm phim người Nam Phi Rickolasa đã trình bày những ví dụ về hiệu quả bền vững về môi trường của một số loại hình nuôi động vật hoang dã.
Những người đang hoạt động trong mô hình này cho rằng, gây nuôi động vật hoang dã không chỉ đáp ứng một phần nhu cầu thực tế trong nước và xuất khẩu mà còn góp phần đảm bảo cho công tác bảo tồn nguồn gen, là công cụ hữu hiệu giúp xóa đói giảm nghèo, đồng thời giảm bớt áp lực săn bắt trong tự nhiên. Mặc dù còn nhiều tranh cãi về vấn đề này, nhưng nhìn chung việc gây nuôi động vật hoang đã đạt được một số kết quả có ý nghĩa như giúp phát triển kinh tế hộ gia đình ở các vùng nông thôn, vùng sâu, vùng xa; có tác dụng tốt trong việc giáo dục môi trường và giải trí; đặc biệt là bảo tồn được nguồn gen như hươu sao Việt Nam, cá sấu Việt Nam gần như đã tuyệt chủng nhưng nhờ gây nuôi sinh sản đã bảo tồn được nguồn gen.

### Lo ngại
Tuy nhiên, một số nhà khoa học bảo tồn cho rằng cách làm này không mang lại ích lợi gì cho các loài động vật hoang dã đang bị săn bắt, gây nuôi động vật hoang dã không làm giảm sức ép lên chúng trong tự nhiên, mà một số trường hợp động vật bị săn bắt trái phép từ tự nhiên được hợp pháp hóa trong các trang trại gây nuôi là nơi luôn tiềm ẩn nguy cơ vật nuôi sổng chuồng và có thể truyền bệnh cho các cá thể loài trong tự nhiên. Việc nuôi động vật hoang dã có thể gây hại cho phần lớn các nỗ lực bảo tồn, ngoại trừ một số loài được chọn. Động vật hoang dã, không như các loài thuần dưỡng, đều có vai trò sinh thái riêng và khi số lượng quần thể một loài hoang dã giảm xuống một mức độ nhất định nào đó, nó được coi là tuyệt chủng về mặt sinh thái vì quần thể của chúng quá nhỏ để thực hiện vai trò sinh thái của chúng.
Các nhà bảo tồn lại tranh cãi rất nhiều về việc gây nuôi động vật hoang dã có thực sự vì mục tiêu ngăn chặn buôn bán thịt rừng và thú nuôi độc lạ rồi hoạt động rửa nguồn gốc, trà trộn động vật hoang dã từ tự nhiên với động vật hoang dã gây nuôi sinh sản hợp pháp để buôn bán. Mặc dù người ta biện luận rằng các con vật được gây nuôi trong môi trường nuôi nhốt, trên thực tế, hầu hết chúng được săn bắt từ tự nhiên. Người ta cũng lập luận rằng, nuôi nhốt động vật hoang dã sẽ không ảnh hưởng tới quần thể của chúng ngoài tự nhiên là một lập luận có nhiều vấn đề. Thay vì hoạt động với mục đích bảo tồn động vật hoang dã, các trang trại gây nuôi động vật hoang dã vì mục đích thương mại trên thực tế lại trở thành mối đe dọa đối với các loài hoang dã trong tự nhiên.
Bản thân các trang trại gây nuôi động vật hoang dã cũng thường lấy nguồn cung từ chính tự nhiên như các trang trại nuôi chuột sậy ở Ghana, trang trại nuôi nhím ở Việt Nam và ba phần tư các trang trại trăn cây ở Indonesia vẫn lấy động vật từ tự nhiên. Nhiều trang trại thường xuyên nhập thú hoang từ tự nhiên làm con giống, có những chủ trang trại thừa nhận con giống ban đầu có nguồn gốc từ tự nhiên, hoặc bao gồm cả nguồn giống từ tự nhiên và từ động vật gây nuôi có sinh sản. Các cơ sở gây nuôi chưa có những đóng góp thực tế vào việc bảo tồn các nguồn gen trong tự nhiên.
Xét về khía cạnh kinh tế, xu hướng nuôi nhốt có khi còn tốn kém hơn cả việc mua chúng từ tự nhiên vì sẽ phải chi trả rất nhiều các khoản phí liên quan đến xây dựng chuồng trại, mua thức ăn và chăm sóc, giá thành các sản phẩm từ động vật hoang dã nuôi nhốt cũng thường đắt hơn, việc gây nuôi và chăm sóc các loài hoang dã cũng không đơn giản, chúng rất khó nuôi dưỡng trong điều kiện nuôi nhốt và tỷ lệ sinh sản, sinh trưởng cũng không cao như các loài động vật thương mại vốn đã được thuần hóa. Những loài chim săn lớn như đại bàng và các loài chim ăn thịt khác rất khó để giữ trong môi trường nuôi nhốt bởi chúng đã quen sải cánh trong một không gian rộng lớn, nuôi dưỡng những loài này rất tốn kém cho cả con người và động vật. Ở Việt Nam, các vật nuôi dạng đặc sản trên gặp nhiều khó khăn về đầu ra do phụ thuộc hoàn toàn vào thị trường tiểu ngạch Trung Quốc.
Ngoài ra cần tính đến tính đảm bảo an toàn khi động vật tấn công do xổng chuồng hoặc nổi điên, nhất là các loài thú dữ. Rồng Komodo là một loài rất nguy hiểm, thường săn các loài động vật to lớn như hươu nai trong tự nhiên, chúng cần rất nhiều thức ăn, sống lâu và rất hung dữ và đã từng có nhiều trường hợp tấn công người. Khi các loài vật hoang dã trở thành gánh nặng đối với chủ nhân của chúng, người ta có thiên hướng sẽ thả chúng trở lại tự nhiên. Điều này rất nguy hiểm bởi chúng có thể truyền bệnh cho con người và các loài bản địa, chúng có thể gây ra nguy hiểm do là loài hoang dã, chưa được thuần phục, dù bị nuôi nhốt nhiều năm. Nuôi nhốt động vật hoang dã cũng gây ra những tổn thương đối với thể chất và tinh thần của chúng, nhiều trường hợp động vật nuôi nhốt khi được giải cứu đều trong tình trạng sức khoẻ tồi tệ. Chỉ trong điều kiện nuôi dưỡng chuyên nghiệp, đầy đủ cơ sở vật chất, các loài hoang dã mới có thể được đảm bảo về sức khoẻ.
Tổ chức Y tế thế giới (WHO) lên tiếng cảnh báo, một số loại vi rút corona có nguồn gốc từ động vật, tức là chúng có thể lây truyền giữa động vật và con người, có nghiên cứu trước đây nghi ngờ rằng, SARS-CoV được truyền từ dơi sang cầy hương rồi sang người, và MERS-CoV được truyền từ lạc đà sang người. Động vật hoang dã rất khác so với vật nuôi và tình trạng nuôi nhốt sẽ khiến những nhu cầu sinh học của chúng không được đáp ứng. Nhiều vật nuôi hoang dã có thể ủ mầm bệnh và dễ dàng lây sang cho con người. Hầu hết các loài khỉ mang vi rút herpes B là một loại vi rút có thể gây chết người, rùa và một số loài bò sát có thể mang vi khuẩn salmonella có thể gây bệnh truyền nhiễm, vẹt và các loài chim khác cũng có thể lây truyền một số bệnh sang người trong đó có bệnh cúm gia cầm. Phần lớn các căn bệnh mới hiện nay đều do động vật lây truyền sang cho con người.

## Thực tiễn
Hiện nay, tại Việt Nam, các trang trại gây nuôi động vật hoang dã đang phát triển mạnh với khoảng 4.000 cơ sở đã đăng ký ở cả 63 tỉnh, thành phố và có khoảng 1 triệu con thuộc 100 loài đang được nuôi, trong đó có các loài như hươu, nai, lợn rừng, nhím, trăn, cá sấu, khỉ đuôi dài và rắn các loại. Tổ chức, cá nhân được nuôi động vật rừng thông thường nhưng phải bảo đảm các điều kiện về bảo đảm nguồn gốc động vật rừng nuôi hợp pháp, bảo đảm an toàn cho con người, thực hiện đúng các quy định về môi trường nuôi nhốt và thú y, thực hiện việc ghi chép sổ theo dõi vật nuôi và phải thông báo cho cơ quan Kiểm lâm trong thời hạn tối đa 3 ngày làm việc, kể từ ngày đưa động vật rừng thông thường về nuôi để theo dõi, quản lý.
Còn như khi động vật rừng quý hiếm đe dọa xâm hại nghiêm trọng tài sản hoặc tính mạng con người thì tổ chức, cá nhân phải áp dụng biện pháp xua đuổi, hạn chế gây tổn thương đến động vật, đồng thời phải báo ngay cho Kiểm lâm hoặc xã hoặc cấp huyện. Trường hợp động vật rừng nguy cấp, quý hiếm đe dọa tấn công trực tiếp đến tính mạng con người ở ngoài các khu rừng đặc dụng, rừng phòng hộ, sau khi đã áp dụng các biện pháp xua đuổi nhưng không có hiệu quả, Chủ tịch cấp huyện quyết định, chỉ đạo việc bẫy, bắt, bắn cá thể động vật đó. Tuy vậy ở nhiều địa phương, tình trạng nuôi nhốt động vật hoang dã vì mục đích kinh doanh vẫn còn như nuôi gấu lấy mật phục vụ khách du lịch ở Thành phố Hạ Long, tỉnh Quảng Ninh, nuôi nhốt gấu ở xã Phụng Thượng, huyện Phúc Thọ, Hà Nội. Hành vi nuôi nhốt trái phép các loài động vật hoang dã, quý hiếm có thể bị xử lý hình sự.
Hiện nay, tình trạng sử dụng các cơ sở đăng ký gây nuôi để làm vỏ bọc hợp pháp cho các hành vi buôn bán động vật hoang dã bất hợp pháp diễn ra khá phổ biến tại nhiều địa phương. Một số cơ sở gây nuôi động vật hoang dã có quy mô lớn được khảo sát đều có dấu hiệu nhập lậu động vật hoang dã từ tự nhiên ở các mức độ khác nhau. Các đối tượng thường mua động vật hoang dã từ các nguồn bất hợp pháp rồi sau đó chuyển đổi pháp lý từ động vật hoang dã trở thành hợp pháp trước khi được công khai lưu thông trên thị trường. Việc tăng đàn thường được thực hiện bằng cách khai khống số lượng động vật hoang dã được sinh sản và sinh trưởng tại cơ sở và mua bán giấy phép vận chuyển giữa các cơ sở, các cán bộ kiểm lâm cũng không phân biệt được cá thể hợp pháp và bất hợp pháp vô tình tạo nên một thị trường hợp pháp song song với thị trường bất hợp pháp, tạo cơ hội cho các đối tượng săn bắt hổ từ tự nhiên và hợp pháp hóa trong trang trại, thúc đẩy các hoạt động săn bắt bất hợp pháp.